# Elmar Nuralijew
Elmar Nasraddin ohły Nuralijew (ukr. Ельмар Насраддін огли Нуралієв; ur. 12 marca 1997) – ukraiński zapaśnik azerbejdżańskiego pochodzenia, startujący w stylu klasycznym.
Wicemistrz świata wojskowych w 2017. Szesnasty na igrzyskach europejskich w 2019. Trzeci na ME U-23 w 2018. Drugi na ME juniorów 2017 i trzeci wśród kadetów w 2014 roku. 